# Зерде (пудинг)
Зерде — традиционный персидский, иракский, турецкий десерт. Это рисовый пудинг с добавлением большого количества шафрана, придающего ему яркий жёлтый оттенок и нежный цветочный аромат. Это праздничное блюдо популярно на свадьбах, днях рождения, празднованиях по случаю обрезания, а также во время религиозных праздников, таких как первое воскресенье месяца Шабан, когда празднуется рождение пророка Закарийи, и первые десять дней священного месяца Мухаррам. 
Слово «zer» означает «золотой» или «жёлтый», происходит от персидского слова «zard» (перс. زرد‎) с тем же значением.
Десерт зерде попал в западную Турцию вместе с иммигрантами  из Восточной Фракии, которая обеспечивает почти половину производства риса в стране. Сегодня зерде он очень популярен в Турции. Ингредиенты, используемые при приготовлении десерта, в Турции немного различаются от региона к региону.
Основные ингредиенты блюда: рис, сахар, розовая вода, шафран, изюм, фисташки.
Зерде, помимо добавления шафрана, отличается от традиционного рисового пудинга тем, что готовится не на молоке, а на воде.
Одна порция зерде содержит примерно 215 калорий.